# Óriásszájú cápa
Az óriásszájú cápa (Megachasma pelagios) a porcos halak (Chondrichthyes) osztályának heringcápa-alakúak (Lamniformes) rendjébe, ezen belül az óriásszájúcápa-félék (Megachasmidae) családjába tartozó egyetlen faj.

## Előfordulása
A Csendes- az Indiai- és az Atlanti-óceánban is előfordul. Élete nagy részét száz méteres mélységben tölti, így ritkán kerül a kutatók szeme elé.

## Megjelenése
Az óriásszájú cápa a nagy, illetve rendkívül nagyméretű cápákhoz sorolható. A felfedezése óta ismertté vált 42 egyed méretéből megállapítható, hogy a kifejlett hímek általában 4,4-5,3 méteresek, a nőstények testhossza 5-5,5 méter közötti. Az eddigi legnagyobb kifogott nőstény 709 centiméter hosszú volt.

## Életmódja
Az óriásszájú cápa, hasonlóan az cetcápához (Rhincodon typus) és rokonához, az óriáscápához (Cetorhinus maximus), plankton szűrögető életmódot folytat. A táplálkozásával kapcsolatos kutatásokat jelentősen megnehezíti, hogy még sosem láttak táplálkozni a fajt. Ezzel kapcsolatban két elmélet létezik.

A Tokiói Egyetem munkatársa, Taketeru Tomita feltevése szerint az állat nyitott szájjal úszik végig egy rajon, így ejti zsákmányuk táplálékát. Feltevését azzal igazolja, hogy azoknál a cápafajoknál, amelyek felszívják áldozatukat, a nyelvükön elhelyezkedő porc rövid és merev. Ezzel ellentétben az óriásszájú cápáé hosszú és nyúlánk, így az állat képtelen a plankton felszívására.

Egy másik elmélet szerint az óriásszájú cápa fénnyel csalogatja magához áldozatait. Eszerint az egyik egyednél megfigyelhető volt egy világító sáv a felső állkapcsa mentén. Amint elegendő mennyiségű planktont csalogatott környezetébe – amit fején lévő foltokban előrenéző szenzorokkal érzékel – megkezdi a víz, és vele a táplálék beszívását.
Fő tápláléka egy, a nyílt óceán bathypelágikus régiójában gyakori apró rákféle, a Thysanopoda pectinata.

## Szaporodása
Szaporodásbiológiájáról csak nagyon keveset tudunk. Elevenszülő, viviparus faj. Nem ismert az ivadékok születéskori mérete. Az eddig észlelt legkisebb juvenil egyed másfél méteres volt.